# Сенді (фільм, 1918)
Сенді (англ. Sandy) — американська мелодрама режисера Джорджа Мелфорда 1918 року.

## Сюжет
Ірландський хлопець приїжджає в Америку у пошуках успіху. Під час морської прогулянки він зустрічає і закохується в прекрасну молоду дівчину, але закохані розлучаються після прибуття. Роки потому, в місті Кентуккі, де він оселився, і процвітав його бізнес, ірландець знову зустрічається з дівчиною.

## У ролях
- Джек Пікфорд — Сенді Кілдей
- Луїз Гафф — Рут Нельсон
- Джеймс Нілл — суддя Голліс
- Едіт Чепман — місіс Голліс
- Джулія Фей — Аннет Фентон
- Джордж Беранджер — Картер Нельсон
- Реймонд Гаттон — Рікс Вілсон
- Кларенс Гелдарт — доктор Фентон
- Луїз Гатчінсон — тітка Нельсон
- Дженні Лі — тітка Мелві
- Дж. Паркс Джонс — Джиммі Рід
- Дон Лайкс — Сід Грей